# Vermelho, Branco e Azul
Red, White and Blue (bra/prt: Vermelho, Branco e Azul) é um filme de drama histórico de 2020 dirigido por Steve McQueen e co-escrito por McQueen e Courttia Newland. É estrelado por John Boyega como Leroy Logan, um oficial da Polícia Metropolitana de Londres que fundou a Black Police Association e tentou reformar a força policial por dentro. O filme foi lançado como parte da série antológica Small Axe na BBC One em 29 de novembro de 2020 e lançado no Prime Video em 4 de dezembro de 2020. Estreou como filme de abertura no 58º Festival de Cinema de Nova Iorque em 24 de setembro de 2020.

## Elenco
- John Boyega como Leroy Logan
  - Nathan Vidal como Jovem Logan
- Steve Toussaint como Ken Logan
- Joy Richardson como Sra. Logan
- Corey Peterson como Philford
- Neil Maskell como Inspetor Willis
- Stephen Boxer como Inspetor Chefe
- Calum Callaghan como PC Beck
- Conor Lowson como TPC David
- Assad Zaman como PC Asif Kamali
- Antonia Thomas como Gretl
- Liam Garrigan como Greg Huggan
- Tyrone Huntley como Leee John
  - Jaden Oshenye como Jovem Leee
- Nadine Marshall como Jesse John
- Mark Stanley como Ed Harrigan
- Seroca Davis como Hyacinth

## Lançamento
O filme estreou no Festival de Cinema de Nova Iorque de 2020, que foi realizado virtualmente, exibido ao lado de outros dois filmes da série Small Axe de Steve McQueen, Mangrove e Lovers Rock.

## Recepção da crítica
O agregador de críticas Metacritic atribuiu ao filme uma pontuação média ponderada de 85 em 100, com base em 14 críticos, indicando “aclamação universal”. No Rotten Tomatoes, o filme detém uma taxa de aprovação de 97% com base em 58 críticas, com uma classificação média de 8,2/10. O consenso dos críticos do site diz: “Uma cinebiografia urgente e oportuna que é tão suntuosa quanto abrasadora, Red, White and Blue é um triunfo que dá ao inegavelmente talentoso John Boyega o papel principal que ele merece”.
Os críticos elogiaram o filme por evocar um senso de urgência e raiva. K. Austin Collins, da Rolling Stone, escreveu que “A urgência tensa que sentimos ao longo deste filme deve-se em grande parte à sua estrutura, que, particularmente em algumas das cenas familiares argumentativas, consegue trazer à tona mil coisas ao mesmo tempo, porque qualquer desacordo corre o risco de dar a todos a desculpa de revelar todo o desespero e desacordo que foram reprimidos até aquele momento”. Odie Henderson, revisando o filme para RogerEbert.com, escreveu que “não é um filme mimado. É uma meditação raivosa, uma meditação complicada que o obriga a se colocar no lugar de alguém que você pode realmente considerar um traidor ou um tolo. Boyega, que é fantástico, carrega muito bem o fardo da solidão de Leroy, e você sente seu desejo por um aliado, um amigo ou, principalmente, um companheiro de corrida que se pareça com ele”.
O desempenho principal de John Boyega foi aclamado. Peter Bradshaw, do The Guardian, escreveu que Boyega “leva sua carreira para o próximo nível com um retrato heroico e até trágico de Logan” e comparou o desempenho ao de Al Pacino em Serpico.  Kevin Maher, do The Times, chamou-a de a performance "mais dominante" de Boyega, elogiando sua "contenção fervente, com ingenuidade de olhos arregalados e breves momentos de raiva fulminante".
Escrevendo para The Ringer, Justin Charity observou que o filme “depende da clássica disputa dentro de grupos minoritários: assimilação versus subversão” e comparou seu retrato complexo de policiais fanáticos favoravelmente à série de antologia Lovecraft Country.
O filme apareceu nas listas dos dez melhores filmes de 2020 de vários críticos.